# 김연건
김연건(한국 한자: 金衍健, 1981년 3월 12일 ~ )은 대한민국의 축구 선수로, 2002년 전북 현대 모터스 입단으로 데뷔했다.

## 활동
김연건은 2009년 1월 사우스 차이나로 이적하였고, 2009년 1월 11일에 시티즌 AA를 상대로 데뷔전을 치렀다. 두 번째로 출전한 2009년 2월 8일의 경기에서는 튄문 프로골 (Tuen Mun Progoal FC) 을 상대로 골을 넣어 팀의 8-0 승리에 일조하였다.
2009년 K리그의 인천 유나이티드로 이적하였고, 2010년 내셔널리그의 고양 국민은행로 이적하였다.

### 해트트릭 기록
2004년 4월 7일 전북 전주월드컵경기장에서 열린 AFC 챔피언스리그 전북 현대와 태국 벡 테로(BEC TERO) 전에서 김연건은 세골을 넣어 해트트릭 기록을 기록하기도 했다.

## 학력
- 목동중학교
- 강동고등학교
- 단국대학교

## 경력
- 2002년 ~ 2005년  전북 현대 모터스
- 2006년  포항 스틸러스
- 2007년 ~ 2008년  성남 일화 천마
- 2009년  사우스 차이나
- 2009년  인천 유나이티드
- 2010년  고양 국민은행
- 2011년 ~ 2013년  용인시청